# دیوید اشتاینبرگ
دیوید اشتاینبرگ (انگلیسی: David Steinberg؛ زادهٔ ۹ اوت ۱۹۴۲) بازیگر، کارگردان فیلم، فیلم‌نامه‌نویس، بازیگر سینما، فیلم‌بردار، بازیگر تلویزیون، مدیر اجرایی تولید، و تهیه‌کننده تلویزیونی اهل کانادا است.
از فیلم‌ها یا برنامه‌های تلویزیونی که وی در آن نقش داشته‌است می‌توان به غول من، ترانسیلومنیا، چیزی کوتاه از بهشت و فرانک بی‌باک اشاره کرد. وی همچنین برندهٔ جوایزی همچون رتبهٔ عضو نشان کانادا، پیاده‌روی مشاهیر کانادا و جوایز امی ساعات پربیننده شده‌است.